# Alan Leo
Alan Leo, pseúdonimo de William Frederick Allan (Westminster, 7 de agosto de 1860 -- Bude, 30 de agosto de 1917) fue un importante astrólogo británico, escritor, editor, masón y teósofo. Es considerado por muchos como el padre de la moderna astrología.
Leo, que tomó el nombre de su signo solar y Ascendente como un pseudónimo, fundó la Logia Astrológica de la Sociedad Teosófica en 1915.
Se le acredita como uno de los astrólogos más importantes del siglo XX, porque parece que su trabajo tuvo el efecto de estimular el renacimiento de la astrología en Occidente después de su decadencia general en el siglo XVII. Leo fue un teósofo devoto y trabajó muchos los conceptos religiosos tales como el karma y la reencarnación en la astrología. Usaba sus contactos regulares con la Sociedad Teosófica Internacional para publicar, traducir y difundir su obra en toda Europa y América y fue en estos países donde la astrología comenzó a revivir.

## Técnica astrológica e influencia

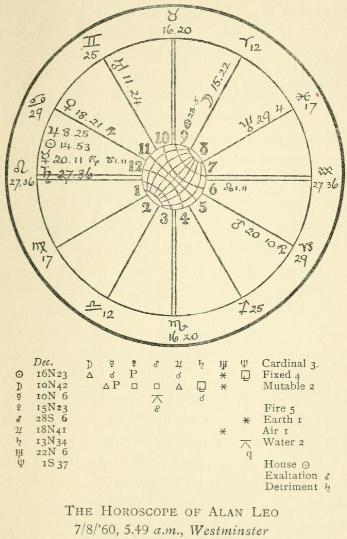
Horóscopo de Alan Leo.

Leo se desanimó pronto en sus estudios ante la complejidad de gran parte de la astrología y lo inaccesible que era para el estudiante medio. Debido a esto, se propuso simplificar drásticamente la astrología, a fin de facilitar su difusión, aprendizaje y práctica. Un ejemplo de esta simplificación fue su enseñanza de que el significado de ciertos signos, las casas y los planetas son esencialmente similares e intercambiables, casi al punto de ser la misma cosa o que tengan el mismo significado. 
También inició la evolución hacia una astrología más psicológica, ya que fue el primer astrólogo que enfocó su atención más directamente hacia la interpretación del carácter en lugar de la predicción de acontecimientos. 
Hacia el final de su vida, en 1909, viajó con su esposa a India, donde estudió astrología hindú por un breve período de tiempo. Dos años más tarde, en 1911, regresó a la India por segunda vez. Como resultado de sus estudios en la India, posteriormente intentó incorporar aspectos de la astrología hindú al modelo astrológico occidental que había creado, y aunque la síntesis de las dos tradiciones nunca encajó completamente en occidente, hay algunas técnicas específicas que fueron ampliamente recogidas por los astrólogos posteriores, como los decanatos y la dwadashamsha, estas últimas menos usadas. 
Los decanatos consisten en dividir cada signo en tres partes de 10º cada una, de tal manera que en cada signo hay tres decanatos, a los que se les atribuye la regencia de los planetas de los signos de la misma triplicidad. 
Las Dwadashamshas son divisiones entre 12 (2 grados 30minutos cada uno) de un signo.